# Curtiss XP-42
Il Curtiss XP-42, designazione aziendale Model 75S, fu un aereo da caccia monoposto, monomotore e monoplano ad ala bassa sviluppato dall'azienda aeronautica statunitense Curtiss-Wright Corporation nei tardi anni trenta e rimasto allo stadio di prototipo.
Sviluppo del precedente Curtiss P-36 Hawk, se ne differenziava essenzialmente per l'adozione di una cofanatura metallica allungata con funzioni aerodinamiche studiata dalla NACA, simile a quella adottata dai modelli con motore raffreddato a liquido pur adottando un radiale raffreddato ad aria, e successivamente per l'impennaggio con piani orizzontali completamente mobili.
A causa delle prestazioni espresse durante le prove di volo, inferiori a quelle raggiunte dal P-40 in quel momento in fase di valutazione, il suo sviluppo venne abbandonato.